# Virksomhedsoverdragelse
En virksomhedsoverdragelse er når en privat eller offentlig virksomhed sælges, bortforpagtes, fusioneres o.lign., og dele af eller hele virksomheden overdrages med ansatte, inventar og lagerbeholdning o.lign. til en anden juridisk person. 

## Lønmodtagere ved virksomhedsoverdragelse
Arbejdsretlige regler herom er i Danmark fastsat i Lov om lønmodtageres retsstilling ved virksomhedsoverdragelse, der også omfatter overdragelse af forretningsenheder, der indgår i driften af virksomheden. Den danske lov er baseret på et direktiv fra det daværende EF (77/187/EØF som ændret ved direktiv 98/50/EF), og der er således blandt EU's medlemsstater stort set identiske regler på dette område. 